# José López de Ayala y Herrera
José López de Ayala y Herrera (f. 1889) fue un político y escritor español, hermano de Adelardo López de Ayala.

## Biografía
Natural de la localidad sevillana de Guadalcanal, era hermano de Adelardo López de Ayala y de Baltasar López de Ayala. Siguió sus estudios en Sevilla y figuró en la política al lado de su hermano Adelardo. En su faceta literaria en opinión de Mario Méndez Bejarano era «dado a la poesía suave» y habría sobresalido en el soneto. Obtuvo en 1879 escaño de diputado a Cortes por Cazalla de la Sierra en 1879, además de ejercer el cargo de gobernador civil de Zaragoza. Falleció el 1 de marzo de 1889 en las islas Canarias. El diario La Época decía de él «conservador convencido y hombre de gran cultura, siempre se mantuvo fiel á las ideas de orden y gobierno».